# Grandchester
Grandchester is een plaats in de Australische deelstaat Queensland en telt 504 inwoners (2011).